# Сафонова, Римма Александровна
Римма Александровна Сафонова (Кравчук)  (03.04.1926 — 03.04.1998) — директор элитно-семеноводческого совхоза «Шаровка» Ярмолинецкого района района Хмельницкой области. Заслуженный агроном УССР, Герой Социалистического Труда (23.06.1966).

## Биография
Родилась 3 апреля 1926 года в селе Болчары Нижне-Кондинского района Тобольского округа Уральской области (ныне Кондинский район Ханты-Мансийского автономного округа — Югры) в семье служащих. Русская.
В 1944 году окончила Рождественский сельскохозяйственный техникум плодоовощеводства (село Рождествено Волжского района Самарской области), затем — Каменец-Подольский сельскохозяйственный институт (город Каменец-Подольский Хмельницкой области).
В 1951 году по направлению Киевского межобластного треста совхозов прибыла в село Шаровка Ярмолинецкого района Каменец-Подольской (с 1954 года Хмельницкой) области Украинской ССР.
С 1951 года работала старшим агрономом, затем — главным агрономом семеноводческого совхоза «Шаровка» Ярмолинецкого района. Р. А. Сафонова организовала севооборот, составила карту удобрения полей. Всё это способствовало увеличению урожайности зерновых культур, сахарной свёклы.
С 1955 года — директор семеноводческого (позже — элитно-семеноводческого) совхоза «Шаровка».
За несколько лет в совхозе вдвое вырос урожай зерновых, это было особенно важно для хозяйства, которое специализировалось на элитном семеноводстве.
В 1960-х годах производилось по 623,5 центнера молока, 164,6 центнера мяса на 100 гектаров сельскохозяйственных угодий. По её инициативе в совхозе был заложен сад.
Хозяйство стало получать большие доходы. Благодаря этому в значительной степени обеспечивался высокий уровень агротехники, механизации и электрификации производственных процессов. Быстро был построен животноводческий комплекс, приобретена необходимая сельскохозяйственная техника.
Совхоз «Шаровка» был неоднократным участником Выставки достижений народного хозяйства (ВДНХ) СССР в Москве.
Большое внимание уделялось социальной сфере села. Были построены дом культуры, школа, торговый центр, административное строение, ряд двухэтажных жилых домов для молодых специалистов, заасфальтированы сельские дороги.
Указом Президиума Верховного Совета СССР от 23 июня 1966 года за успехи, достигнутые в увеличении производства и заготовок пшеницы, ржи, гречихи, проса, риса, кукурузы и других зерновых и кормовых культур, Сафоновой Римме Александровне присвоено звание Героя Социалистического Труда с вручением ордена Ленина и золотой медали «Серп и Молот».
Римма Сафонова (в замужестве — Кравчук) продолжала руководить совхозом до 1986 года. За 31 год руководства она сумела вывести хозяйство из экономически отсталого в передовое, В 1970-х годах хозяйство обрабатывало 1,8 тысяч гектаров пахотной земли. Элитно-семеноводческий совхоз выращивал семена зерновых культур для других хозяйств района и области. В хозяйстве были ферма крупного рогатого скота и свиноферма, механическая и столярная мастерские, 50 гектаров сада, пасека (171 пчелосемья).
Совхоз оказывал большую поддержку местной средней школе, которая обязана хозяйству своей материально-технической базой. За средства совхоза были оборудованы 18 учебных кабинетов, созданы залы боевой и трудовой славы, переоборудованы мастерские, комнаты для 1-3 классов, корпус профориентационной подготовки старшеклассников, приобретены технические средства обучения.	
Ученическая производственная бригада школы «Спутник» в 1975 году заняла первое место в Хмельницкой области и третье в Украинской ССР. Для педагогов были построены квартиры за средства совхоза.
Неоднократно избиралась депутатом местных Советов.
Жила в селе Шаровка Ярмолинецкого района, в последние годы — в посёлке городского типа Ярмолинцы Ярмолинецкого района Хмельницкой области (Украина).
Умерла 3 апреля 1998 года.

## Семья
- Была замужем

## Награды
- Золотая медаль «Серп и Молот» (23 июня 1966);
- Орден Ленина (23 июня 1966).
- Орден Октябрьской Революции (08 апреля 1971)
- Орден «Трудового Красного Знамени» (24 декабря 1976)
- Медаль «За трудовую доблесть»
- Медаль «В ознаменование 100-летия со дня рождения Владимира Ильича Ленина» (6 апреля 1970)
- медалями  ВДНХ СССР:
  - в том числе золотой (1965) и двумя серебряными (1963; 1978)
- Знак «Отличник народного образования Украинской ССР» (1972).
- Заслуженный агроном Украинской ССР.